# Hedychium densiflorum
Hedychium densiflorum är en enhjärtbladig växtart som beskrevs av Nathaniel Wallich. Hedychium densiflorum ingår i släktet Hedychium och familjen Zingiberaceae. Inga underarter finns listade i Catalogue of Life.